# Lijst van burgemeesters van Alphen-Chaam
Dit is een lijst van burgemeesters van de Nederlandse gemeente Alphen-Chaam in de provincie Noord-Brabant die in 1997 ontstond bij een gemeentelijke herindeling.
| Ambtsperiode | Naam burgemeester               | Partij of stroming | Bijzonderheden |
| ------------ | ------------------------------- | ------------------ | -------------- |
| 1997 - 2004  | Peter (P.I.A.M.) van Campenhout | D66 / partijloos   |                |
| 2004 - 2014  | Harrie (H.W.S.M.) Nuijten       | PvdA               |                |
| 2014 - 2022  | Joerie (J.W.M.S.) Minses        | partijloos         |                |
| 2022 - 2023  | Jan (J.W.) Brenninkmeijer       | CDA                | waarnemend     |
| 2023 - heden | Lieke (L.) Schuitmaker          | VVD                |                |